# Heinsen
Heinsen is een dorp en gelijknamige gemeente in de Duitse deelstaat Nedersaksen. De gemeente maakt deel uit van de Samtgemeinde Bodenwerder-Polle in het Landkreis Holzminden. Heinsen telt 768 inwoners. Heinsen ligt aan de Wezer in het Weserbergland tegenover de Heinsener Klippen. Aan de zijde van Heinsen liggen de Wilmeröder Berg en de Stollen als belangrijke hoogten in het dorpsgebied van Heinsen. De bergen en rotsen rond Heinsen bestaan uit Muschelkalk.
Aan de westrand van Heinsen zijn resten van een nederzetting uit de Jonge Steentijd gevonden. De oudste vermelding van het dorp dateert uit 832 als Higenhusen, in 1031 werd het dorp Hegenhusen genoemd. Een belangrijke bron van inkomsten was vroeger de scheepvaart op de Wezer. Het anker in het gemeentewapen is er een verwijzing naar. Deze schepen vervoerden de kalk uit de heuvels ten westen van Heinsen, waar verschillende kalkovens stonden waar de ter plaatse gedolven kalk werd gebrand. In 1788 sloten de Heinsener schippers zich aaneen tot een kalkhandelscompagnie. Van de kalkovens is er één overgebleven. Deze staat bij het dal de Hagensgrund en is in 2002 gerestaureerd. Voor het transport van hout werd er gebruik gemaakt van de vlottechniek.
Heinsen bestond vroeger uit een stroomopwaarts gelegen boven- en een stroomafwaarts gelegen benedendorp. Het bovendorp is later ontstaan en de bevolking bestond uit zogenaamde brinkzitters die hun gronden voor een belangrijk deel aan de overzijde van de Wezer hadden. Het vervoer over de rivier gebeurde met behulp van een zogenaamd "Lattenschiff".  Direct na de Tweede Wereldoorlog beleefde dit boottype in Heinsen zijn laatste bloeitijd en waren er 12 in het dorp aanwezig. Het laatste exemplaar, dat in 1991 gebouwd werd voor een riviervisser, werd in 2003 een monument voor dit scheepstype bij de Wezerpromenade, niet ver van het Heimatmuseum.
In de 20ste eeuw is er een fietsveerverbinding geweest over de Wezer. Deze is aan het einde van de 20ste eeuw opgeheven. Sinds 2005 vaart er opnieuw een fiets- en personenveer met motoraandrijving, dat onderhouden wordt door vrijwilligers.
De Liboriuskerk stamt in oorsprong uit de 13e eeuw en is in gebruik bij de plaatselijke Evangelisch-Lutherse gemeente. Aan de kerk was een traditionele status van parochie (na de Reformatie: kerkgemeente) verbonden, die voor het eerst werd genoemd in 1031/1036 en werd opgeheven in het begin van de 21ste eeuw. De toren is van hout en stamt uit de 16e eeuw. De kerk zelf heeft verschillende aanpassingen ondergaan in de loop der eeuwen. Het uurwerk in de toren slaat om het kwartier. In het dorp staan diverse vakwerkhuizen. 
Midden in het dorp ligt de vijver de Grundlose die gevoed wordt door een bron, die voedselarm water van een gelijkmatige temperatuur aanvoert. Over deze bron gaan een aantal oude sagen, waaronder het verhaal, dat de bron bodemloos zou zijn, en dat het nimmer een mens zou lukken, de diepte ervan te bepalen.
Pal naast het dorp aan de kant van het sportterrein ligt camping Weserbergland.
Door het dorp loopt de Bundesstraße 83.

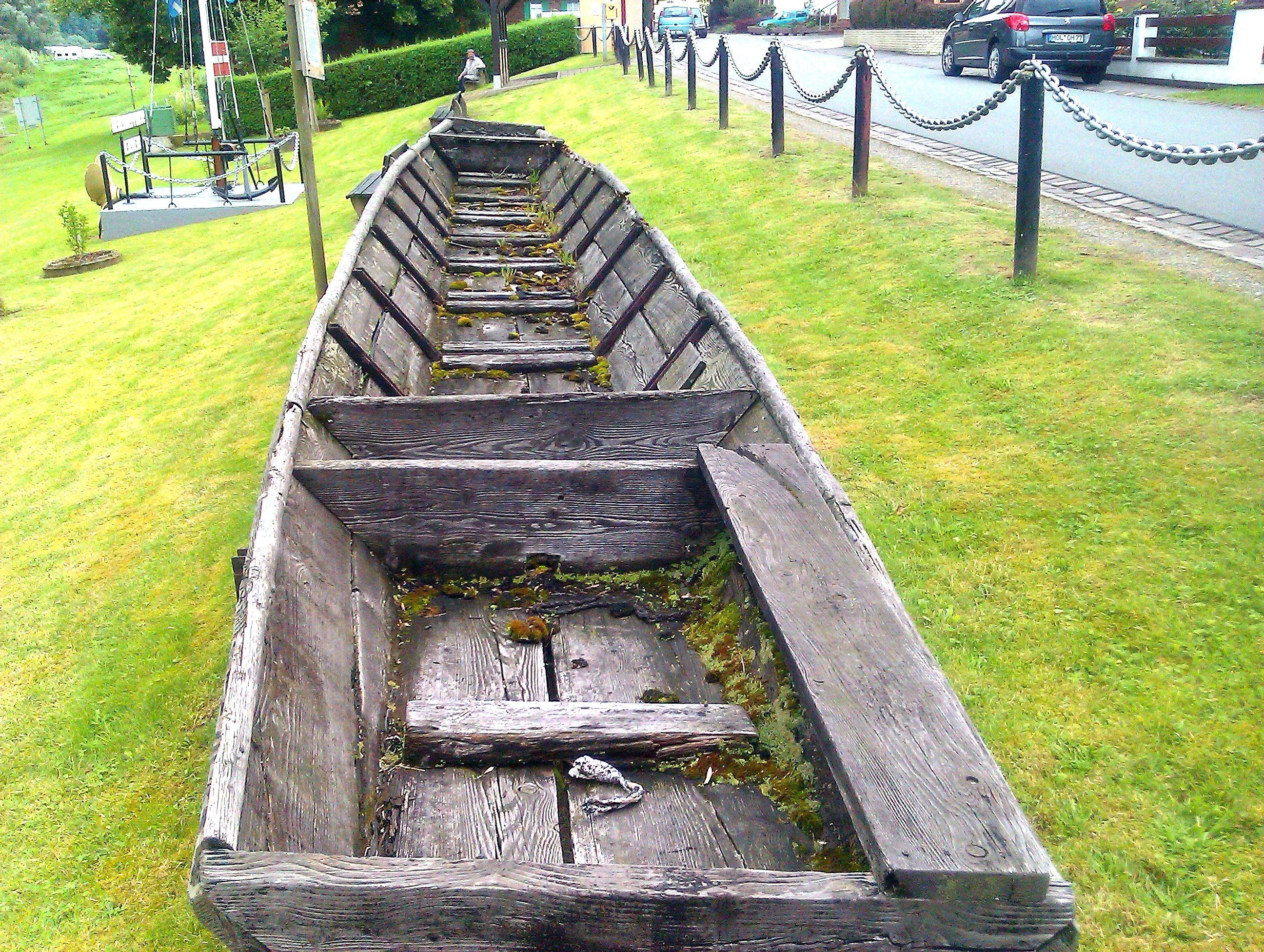
Lattenschiff als monument aan de Weserpromenade
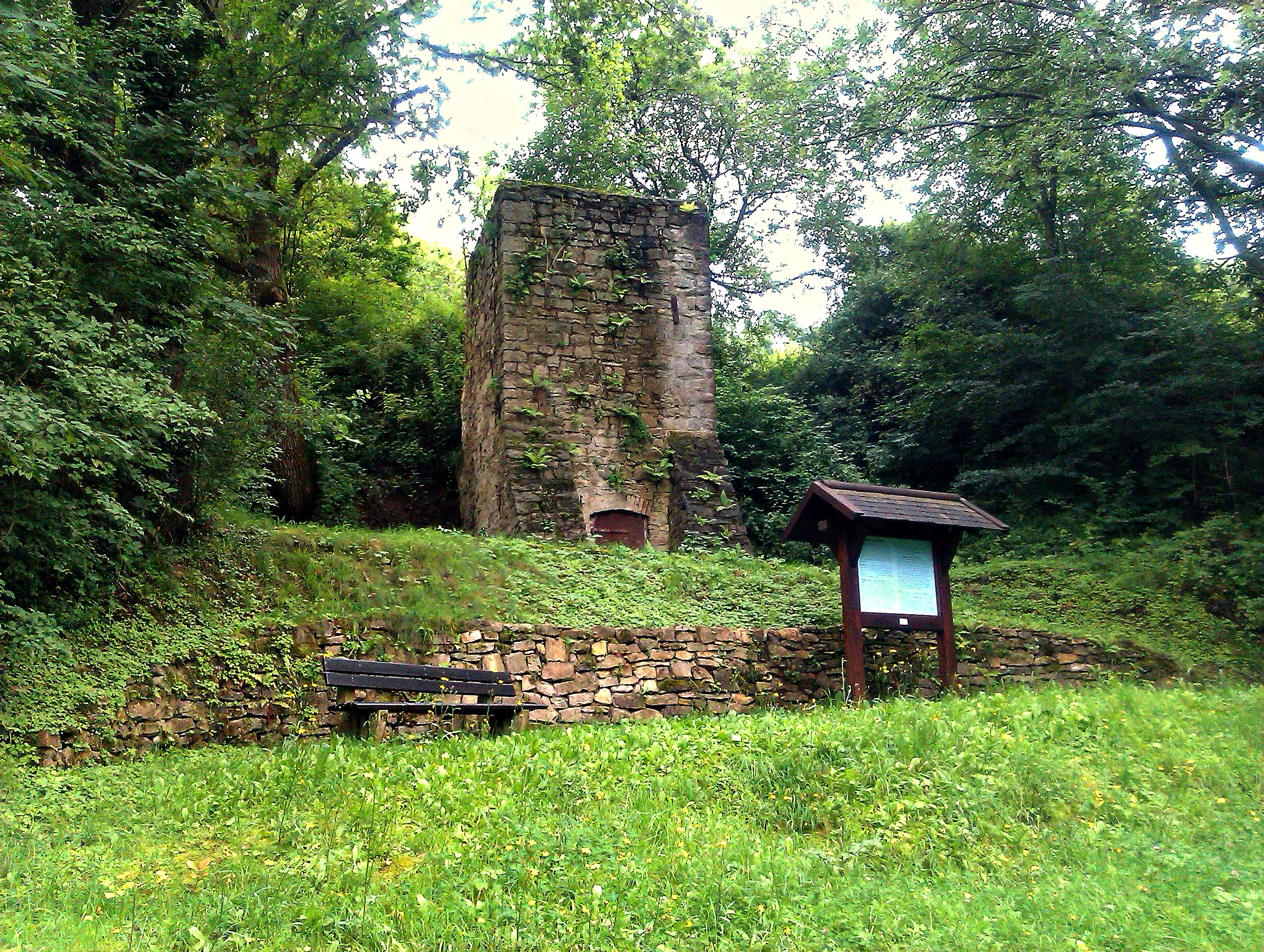
Laatste kalkoven bij de Hagensgrund bij Heinsen
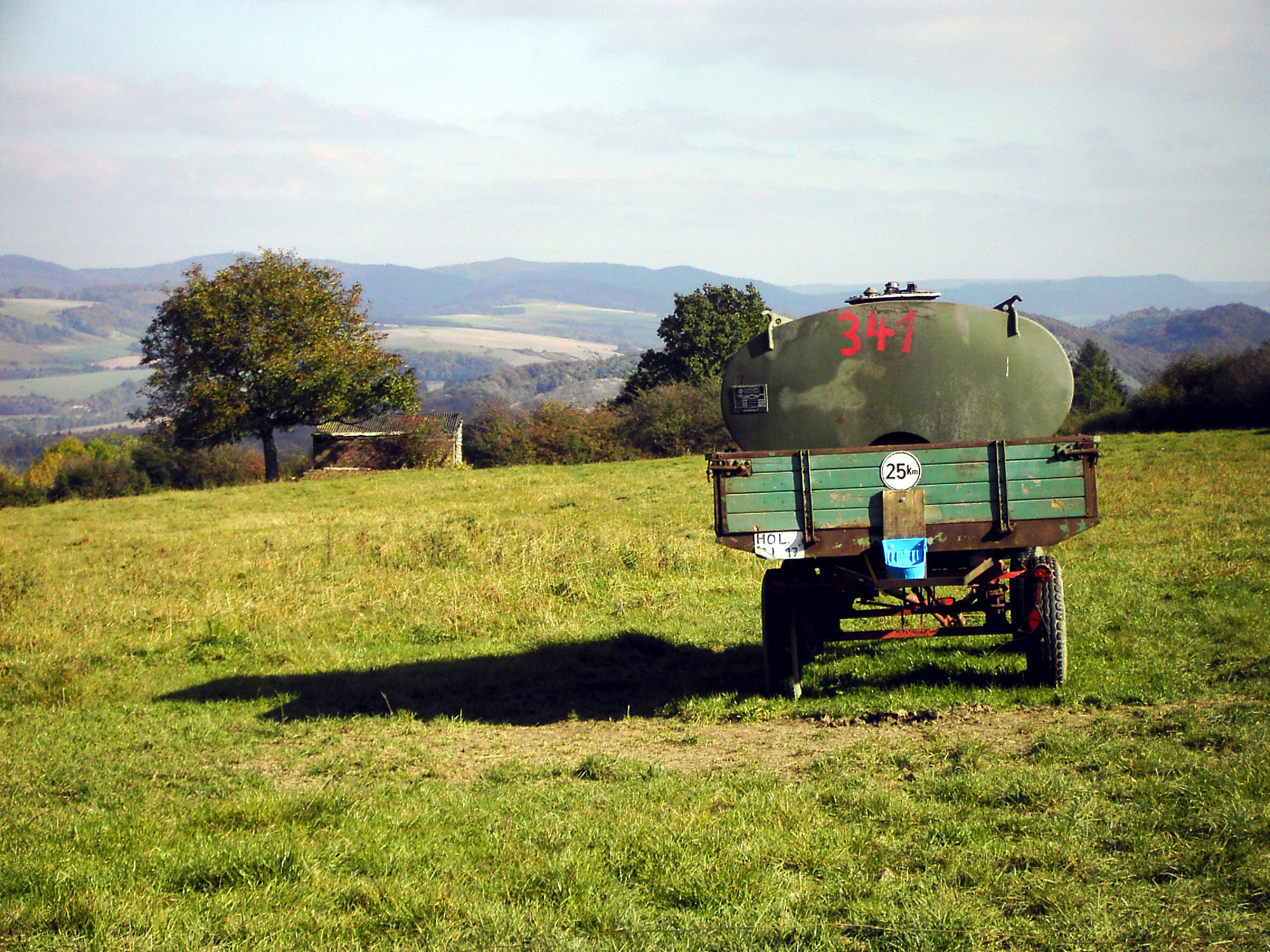
Op de Wilmeröder Berg
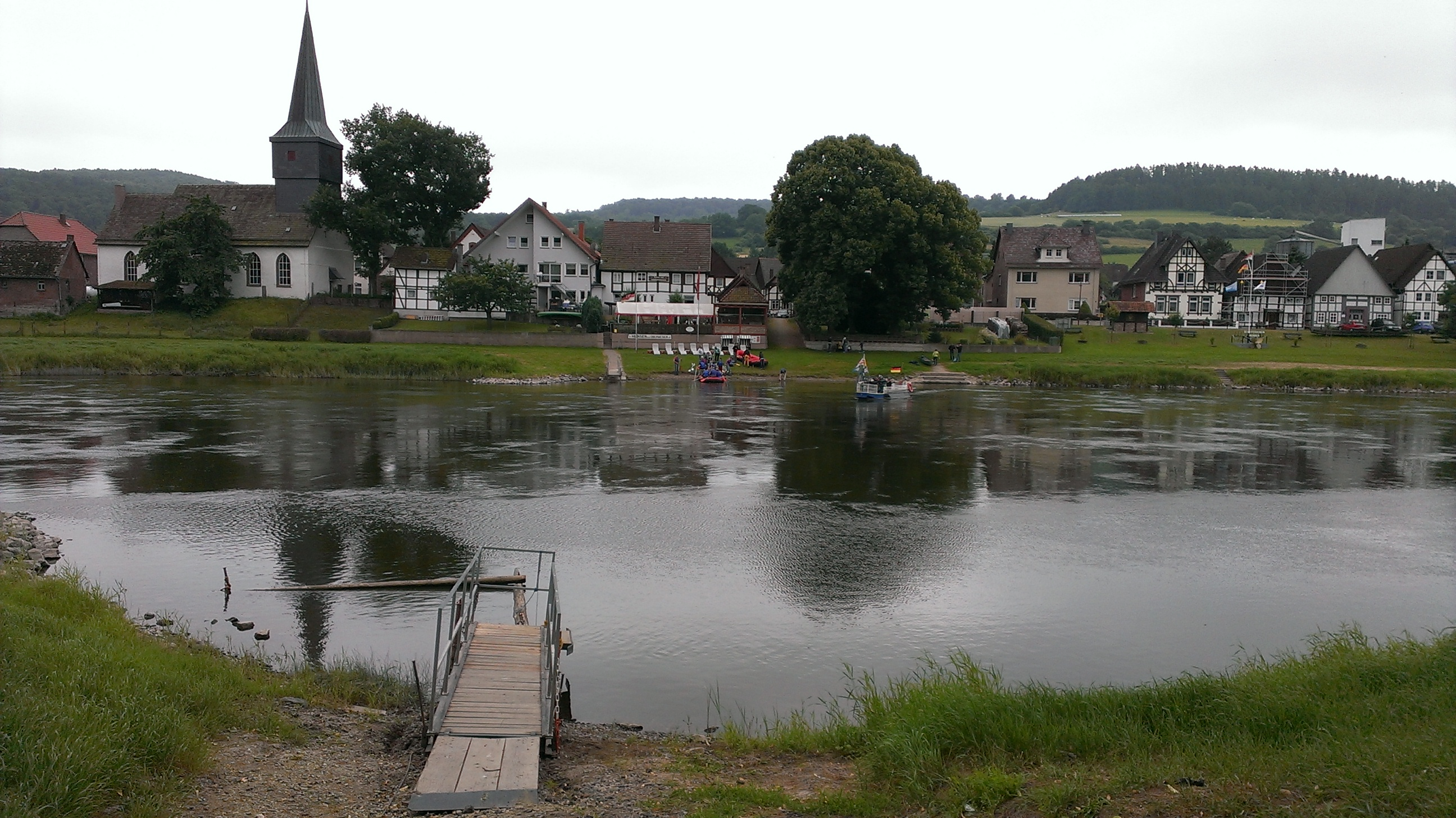
Heinsen gezien vanaf de overzijde van de Weser met links de Liboriuskerk, de Backofen in het midden en rechts op de Wezer het veer
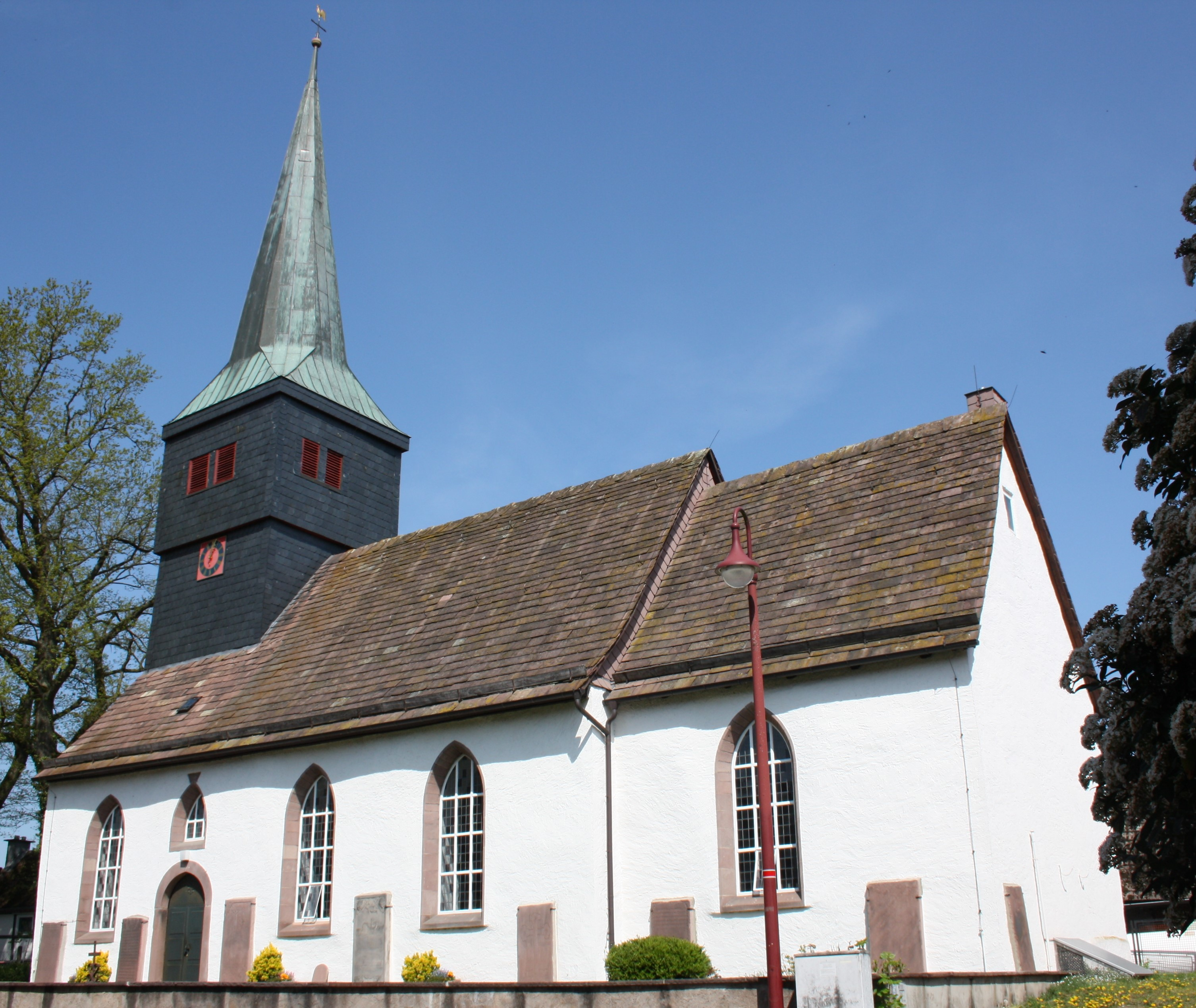
Heinsen, Sint-Liboriuskerk (bouwjaar rond 1300)

- Gemeinsame Normdatei: 1038204-5
- Virtual International Authority File: 136664824

Arholzen · 
Bevern · 
Bodenwerder · 
Boffzen · 
Brevörde · 
Deensen · 
Delligsen · 
Derental · 
Dielmissen · 
Eimen · 
Eschershausen · 
Fürstenberg · 
Golmbach · 
Halle · 
Hehlen · 
Heinade · 
Heinsen · 
Heyen · 
Holenberg · 
Holzen · 
Holzminden · 
Kirchbrak · 
Lauenförde · 
Lenne · 
Lüerdissen · 
Negenborn · 
Ottenstein · 
Pegestorf · 
Polle · 
Stadtoldendorf · 
Vahlbruch · 
Wangelnstedt